# Бейн, Александр
Александр Бейн (англ. Alexander Bain; 12 октября 1810 — 2 января 1877) — шотландский изобретатель, техник и часовщик.

## Биография

### Ранние годы
Александр Бейн родился в семье фермера в местечке Уоттен (Watten in Caithness). У него была сестра-близнец по имени Маргарет, а всего, кроме Александра, было шесть девочек и шесть мальчиков. Александр в школе не выделялся и в 1830 году стал подмастерьем часовщика Джона Селлара (John Sellar) в городке Уик. Александр продолжил карьеру часовщика в Эдинбурге. Александр трудился в мастерской Джона О’Гротса (John O’Groats), а затем в 1837 году — в Лондоне, где работал подмастерьем. Позже он построил собственную мастерскую на улице Гановер.

### Лондонский часовщик
В октябре 1840 года Александр Бэйн подал заявку на патент на электрические часы, а в 1841 году он получил патент № 8783 вместе с лондонским часовщиком Джоном Барвайзом (John Barwise). В этих часах ход маятника управлялся при помощи электрического тока, а питание осуществлялось от пластин-электродов, закопанных в увлажненной почве неподалёку от часов. В 1841 году Бэйн и Барвайз установили несколько десятков часов для выставки в Королевском Политехническом Институте (Royal Polytechnic Institution). В этой гонке Бэйн шел рядом с Чарльзом Уитстоном, который тоже демонстрировал часы подобной конструкции в 1840 году, но после патента Бэйна Чарльз не имел прав на это устройство.
У Александра появилась идея установить хронометр в Королевской обсерватории в Гринвиче и подключить к нему все часы в Соединенном Королевстве, дабы его подданным не приходилось мучиться с настройкой часов. Также он планировал заменить механические часы электрическими по примеру фон Штейнгейля.
Одной из затей Бэйна была установка нескольких часовых механизмов, объединенных в единую систему и потому синхронизированных. Для этого Александр Бэйн устанавливал «ведущие» часы, к которым можно было подсоединить несколько «ведомых», или «компаньонов», полностью синхронизированных с «ведущими». Любые настройки «ведущих» часов мгновенно должны были отображаться на «ведомых» и обеспечивать полную синхронизацию. В 1848 году Бэйн смог воплотить проект в жизнь весьма оригинальным способом: в Эдинбурге он поставил ведущие часы, а ведомые — в Глазго. Они были включены в одну цепь, длина которой составляла 48 миль. Эта технология поражала воображение обывателей того времени.
Но в бизнесе дела шли не так гладко. Барвайз не собирался тратить свое время и деньги на грандиозные, но дорогостоящие проекты, не приносящие прибыли, и в 1843 году покинул своего компаньона, чтобы основать Британскую Часовую Компанию (British Watch Company). Это была одна из первых попыток массовой сборки типовых часов, которая не увенчалась успехом.

### Печатающий телеграф 1840 года
В июле 1840 года у Александра Бэйна появилось множество идей для конструкции телеграфного аппарата, но ему все еще требовался совет и руководство. Он обратился к мистеру Бэдли (Baddeley), помощнику редактора журнала о механике (Mechanics Magazine), а тот порекомендовал обратиться к Чарльзу Уитстону, на тот момент уже известному профессору физики и изобретателю различных устройств.
В августе 1840 года они уже познакомились, и Чарльз тут же приобрел за 5 фунтов модель печатающего телеграфа Бэйна, а еще заказал у Бэйна два работающих телеграфа за 150 фунтов. Чарльз обещал дополнительные выплаты и долю в совместных предприятиях в случае успеха телеграфа его конструкции. А еще он пожелал, чтобы никто не знал об их переговорах и об устройствах. Осенью 1840 года телеграфы были изготовлены, но никакой оплаты Александр Бэйн не получил. В декабре того года два изобретателя окончательно разругались, а на следующий год об этой ссоре знали уже все читатели лондонских журналов, которые наблюдали их полемику на страницах вестников механики и инженерии («Practical Mechanic and Engineers Magazine», «Inventor’s Advocate» и другие журналы).
В 1840 году Александр Бэйн создал печатающий телеграф, который своей конструкцией напоминал его синхронизированные часы. Печатающий барабан обоих телеграфов приводился в движение часовыми механизмами, а передача электрических импульсов служила для того, чтобы останавливать этот процесс и запускать вновь. На второй барабан наматывалась полоска бумаги, и при остановке печатающего барабана она соприкасалась с литерами, нанесенными на него. Он медленно двигался вверх, и поэтому текст наносился по спирали. В таком механизме критически важным моментом была синхронизация передающего и принимающего телеграфа.

### Химический телеграф 1843 года
В 1830—1840 гг. в Англии ученое сообщество пробовало различные устройства химического телеграфа, в котором сигнал записывался на бумагу или материю, содержащую реагенты, восприимчивые к электрическому току. Подобные устройства конструировал Эдвард Дэйви (Edward Davy), и Александр Бэйн не остался в стороне. В 1843 году он создал телеграф, на ленте которого отмечались точки и тире, а для прочтения сообщения был создан код Бэйна (который отличался от кода Морзе). 27 мая 1843 года был оформлен британский патент № 9745 (Certain improvements in producing and regulating of electric currents, electric timepieces and electric printing and signal telegraphs).
Это изобретение долго не находило сбыта в Великобритании, но в Америке оно оказалось очень востребованным. Впервые Александр Бэйн посетил США в 1848 году, и там он запатентовал свою технологию. Его химический телеграф отличался от варианта 1843 года, впоследствии конструкция дорабатывалась многократно. В октябре 1848 года в журнале «Сайнтифик Америкэн» назвали Александра Бэйна «величайшим инженером в мире». Такое признание научного сообщества было очень лестным, но в бизнесе дела шли не так гладко.
Сначала он продал свою технологию компании Генри Роджерса (Henry Rogers & Company) для установки телеграфной линии между Нью-Йорком и Вашингтоном, протяженностью около 250 миль. Затем Бэйн продал свою технологию Генри О’Рейли (Henry O’Rielly), основному конкуренту Сэмюэля Морзе. Он должен был получить 30 долларов за каждую милю телеграфной линии, 25 % интереса в новых телеграфных линиях, и 10 % интереса во всех предприятиях О’Рейли. Тот успел построить множество телеграфных линий с аппаратурой Бэйна, и к 1850 году в США работало более 2000 миль телеграфных линий с его телеграфами.
Как только телеграф Бэйна заработал на американских линиях, изобретателю пришлось посещать залы суда. Адвокаты называли Бэйна «скромным шотландским часовщиком», а Морзе был изображен «магнатом, наслаждающимся роскошью в одной из лучших вилл в штате Нью-Йорк». Хоть Сэмюэля возмутила такая формулировка, но она была недалека от истины. Процесс «О’Рейли против Морзе» дошел до Верховного Суда, и там в 1854 году решение было вынесено в пользу Морзе. Решение огласил судья Роджер Брук Тэйни (Roger Brooke Taney), который в 1857 году вынесет решение, согласно которому у рабов и их потомков не было прав, имеющихся у граждан США.
В Англии права на химический телеграф Бэйна приобрела Компания Электрического Телеграфа (Electric Telegraph Company), и он использовался на линиях этой компании с 1848 по 1862 год, пока его не заменили телеграфы Морзе и Уитстона.

### Стрелочный телеграф Бэйна (I & V Telegraph)
В мае 1843 года Александр Бэйн создал стрелочный телеграф, в котором стрелка указывала на римские числа 1 (I) или 5 (V). Сигнал на телеграф шел по одному проводу, ток шел по двум катушкам, заставляя одну из них притягивать магнитную стрелку, а другую отклонять ее. Электрический ток заставлял стрелку отклонятся в одну сторону, при перемене полярности тока стрелка отклонялась в другую сторону. Стрелка, указывающая влево, означала 1 (I), а указывающая вправо означала 5 (V). Для каждого символа была своя комбинация этих сигналов, так называемый телеграфный код Бэйна.
В 1845 на железной дороге между Эдинбургом и Глазго началась установка и испытания стрелочных телеграфов Бэйна, в итоге было установлено 8 аппаратов. Еще его устройства были установлены в Шилдонском туннеле (Shildon Tunnel) на железной дороге между Стоктоном и Дарлингтоном (Stockton & Darlington Railway). Протяженность этой линии составляла всего лишь 1540 ярдов, и Александр получил 50 фунтов за использование своего патента.
Гораздо чаще это изобретение британского часовщика использовали в Австрии. В 1845 году советник австрийского правительства Андреас Баумгартнер (Andreas Baumgartner) отправился в Великобританию, чтобы изучить телеграфное дело. Андреас был влиятельным человеком, он управлял фарфоровыми и табачными предприятиями, а так же первой австрийской железной дорогой (Kaiser Ferdinands Nordbahn). Среди прочих достопримечательностей Андреас посетил и железную дорогу между Эдинбургом и Глазго, и там он увидел стрелочный телеграф Бэйна. Изучив его работу и сопоставив его показатели с другими известными ему телеграфными системами, Андреас решил, что этот аппарат идеально подойдет для австрийских железных дорог. Австрийское правительство выкупило патент Бэйна, хотя подробности этой сделки неизвестны, и нет никаких свидетельств о том, был ли Александр Бэйн хоть раз в Австрии.
Испытания стрелочного телеграфа Бэйна проходили в Австрии с 1845 года, а чуть позже было учреждено Имперское Государственное Телеграфное Ведомство, которое положило аппарат Бэйна в основу своей системы. Австрийские инженеры модифицировали устройство, вместо указательной стрелки поставив боек и два звонка с разным звуком, а еще немного упростили телеграфный код. К 1849 году на австрийских железных дорогах было установлено 1667 км телеграфных линий системы Бэйна, его аппараты работали на 23 станциях, их обслуживали 94 телеграфиста и 55 линейных монтеров. Но в следующем году австрийское правительство решило перейти на телеграф системы Морзе, хотя аппараты Бэйна работали на разных участках до 1886 года.

### Факсимильный аппарат
Александра Бэйна называют первым изобретателем факсимильного аппарата, но он не развил свою идею до повсеместного практического применения. Впервые он выразил мысль о передаче изображений в своем британском патенте 1843 года, в нем излагались общие мысли о работе телеграфных аппаратов (Patent № 9,745, May 27, 1843, Production and regulation of electric currents, electric timepieces and electric printing and signal telegraphs).
В 1848 году, во время отъезда Александра Бэйна в Америку, Фредерик Бэйкуэлл запатентовал первый «копирующий телеграф». Бэйн после этого пришел в ярость и стал атаковать Бэйкуэлла в печати, утверждая, что тот бывал за год до этого в его мастерской и ознакомился с его устройствами. Будучи в США, он старался продвигать свой факсимильный аппарат. Но в Великобритании Компания Электрического Телеграфа (Electric Telegraph Company) отдала приоритет Бэйкуэллу и проводила опыты с его устройствами. Тогда в 1850 году Александр Бэйн создал свой собственный факсимильный аппарат. Копирование и передача изображения занимало много времени, постоянно возникали проблемы с синхронизацией приемника и передатчика. Бэйн продемонстрировал свой факсимильный аппарат на Промышленной выставке 1851 года, но он не заинтересовал публику.

### Банкротство
В 1850 году Александр Бэйн жил в большом доме в пригороде Лондона, где у него было пятеро слуг и учитель для его шести детей (приемной дочери и пятерых своих). Его патент на химический телеграф приносил большие деньги в Америке, в Австрии был очень популярен его указательный телеграф. Еще у него были отчисления от патентов в Англии, Франции и Бельгии, помимо телеграфов, Александр Бэйн патентовал и музыкальные инструменты. Ко всему прочему, ему принадлежали интересы во многих телеграфных компаниях в США. Казалось бы, ничто не предвещало беды.
Но после Промышленной выставки 1851 года Александр Бэйн стал брать займы на продвижение своих часов на рынок. Он издал собственный памфлет «Краткая история электрических часов» и открыл собственный часовой салон. Но кредиторы жаждали отдачи, а платить было нечем. В конце 1852 года Александр Бэйн стал банкротом, он задолжал более 10 тысяч фунтов своим кредиторам. Когда аудиторы стали проверять его счета, то выяснилось, что уже в январе 1852 года он был в долгах, а стоимость его акций была многократно завышена. За весь год в часовом салоне Бэйна продали часовых механизмов на 1200 фунтов, а прибыль составила только 70. Попытки обналичить акции американских компаний ни к чему не привели, множество их было продано компаниям Морзе, а ценность оставшихся была завышена. За 1852 год Бэйн заплатил 599 фунтов за содержание дома, 520 за услуги юристов и дела с американскими акциями, 347 фунтов на жалованье своим сотрудникам и 206 на проценты по ссудам. Все это время он жил в долг.
Его жена умерла в 1856 году, а о его детях мало известно. Одна из его дочерей стала учительницей в Индии, про одного из его детей известно, что он оказался в сиротском приюте в Клэпхеме (British Orphan Asylum in Clapham).

### На склоне лет
Несмотря ни на что, Александр Бэйн продолжал конструировать новые устройства. В 1857 году он вновь приехал в США и пытался продвигать свои устройства на рынок. Еще он патентовал чернильницы и копировальные аппараты, постоянно совершенствовал телеграфные аппараты. Как правило, эти патенты не действовали положенные им сроки, так как Бэйну не хватало средств на выплату государственной пошлины. В 1860 году он вернулся в Англию. В 1871 году он жил на съемной квартире в Лондоне и делил ее с почтальоном, моряком, учителем и слугой.
В 1873 году к нему на выручку пришли ветераны телеграфной индустрии, которые помнили его заслуги. Уильям Томпсон (Sir William Thomson), Уильям Сименс (Sir William Siemens), Латимер Кларк (Latimer Clark) добились от британского премьер-министра Гладстона пенсии размером 80 фунтов в год для Александра Бэйна. Александр Бэйн закончил свои дни в богадельне в 1877 году, проживая на те средства, которые собирали для него сочувствующие и Королевская академия наук.

## Изобретения
Известен изобретением электрических часов. Кроме того, в своем телеграфе использовал электрохимический способ печати, что позволило ускорить его работу со стандартных для аппарата Морзе 40 до почти 300 слов в минуту.